# Двуцветный цветоед
Двуцветный цветоед (лат. Dicaeum bicolor) — вид певчих птиц семейства цветоедовых.

## Таксономия
В составе вида выделяют 3 подвида:
- D. b. bicolor (Bourns & Worcester, 1894) —  номинативный, обитает на островах Лусон, Миндоро и Катандуанес на севере Филиппин.
- D. b. inexpectatum (Hartert, 1895) — Гимарас, Негрос и, вероятно, Панай в центральной части Филиппин.
- D. b. viridissimum (Parkes[англ.], 1971) — Самар, Лейте, Бохоль, Динагат и Минданао в восточно-центральной и южной частях Филиппин.

## Описание

### Внешний вид
Размеры тела составляют около 9 см, вес самцов достигает от 7,8 до 8,5 г, самок — от 8,6 до 10 г.
Оперение верхней части тела (головы, спины, крыльев и хвоста) самцов номинативного подвида — чёрное с фиолетовым отливом. Низ тела по большей части светло-серый, подбородок, горло и подхвостье белые. У самок верх тела тёмно-зелёный с переходом от несколько коричневатой головы до всё более яркого зелёного ближе к хвосту; кончики маховых и рулевых перьев чёрные. Низ тела светлый серовато-оливковый и, как и в случае с самцами, оперение горла и подхвостья более белёсое. У самок, помимо того, по груди и животу проходит светлая полоса.
Подвиды D. b. inexpectatum и D. b. viridissimum отличается от номинативного немного более крупными размерами. Кроме того, самцы D. b. inexpectatum имеют синий, а не фиолетовый отлив, а D. b. viridissimum — зелёный. У самок верх тела серовато-оливковый.
Радужка глаз у самцов красная, у самок — коричневая.

### Голос
Песня может состоять из пронзительного «юк-юк» и высокого металлического «цви-цви».

## Распространение
Эндемик Филиппин.
Обитает в лесах и на их опушках, в первую очередь там, где есть цветущие или плодоносящие деревья. В основном держится ниже 1000 м над уровнем моря, но встречался и на высоте до 2250 м н.у.м.

## Биология
Точной информации о питании нет. Вероятно, как и другие цветоеды, поедает плоды, пыльцу и нектар лорантовых растений. В основном пребывает в пологе леса. Держится поодиночке или в маленьких группах.
Молодые особи были замечены в марте и мае на Лузоне и в апреле на Миндоро.